# Geothermieprojekt Geretsried
Die Tiefengeothermie Geretsried ist ein Projekt zur Nutzung geothermischer Energie zur Strom- und Wärmegewinnung in der bayrischen Stadt Geretsried. Es ist die erste kommerzielle Anlage dieser Art weltweit, die in großer Tiefe nach Art eines Wärmetauschers arbeitet.

## Geschichte
In Geretsried gab es bereits zwei Versuche Erdwärme zu fördern. 2013 wurde die bis dahin tiefste Geothermiebohrung Europas im Gemeindeteil Gelting bis auf 6036 Meter abgeteuft (4852 m vertikale Tiefe), die jedoch wegen einer Förderrate von weniger als 10 Litern pro Sekunde nicht wirtschaftlich genutzt werden konnte. Eine im Jahr 2017 angelegte seitlich abgelenkte Bohrung bis in 5700 Meter Tiefe war ebenfalls wirtschaftlich nicht erfolgreich. In den Jahren 2020–2021 wurde im Rahmen eines wissenschaftlichen Projekts der Nachweis erbracht, dass sogenannte Stützmittel auch in der tiefen Geothermie hydraulisch wirksam sind. Mit „Stützmittel“ werden kleine Keramikkügelchen bezeichnet, mit denen die Fließwege im Gestein geweitet und die Zirkulation des Thermalwassers verbessert werden kann.
Ziel sowohl der beiden Bohrungen als auch des wissenschaftlichen Projekts war der Bau eines klassischen hydrothermalen Geothermie-Kraftwerks mit einer elektrischen Leistung von fünf MW.

## Closed Loop Verfahren
Im aktuellen Projekt soll erstmals das sogenannte Eavor-Loop-Verfahren eingesetzt werden, bei dem zwei benachbarte vertikale Bohrungen parallel bis zur gewünschten Tiefe abgeteuft und dort horizontal abgelenkt werden sollen. Dabei werden die Horizontalbohrungen zeitgleich gebohrt, um den Abstand der beiden Bohrungen mit Magnet-Sensoren steuern zu können. Am Ende der Bohrstrecke werden beide Bohrungen zusammengeführt, so dass ein geschlossener Ring (engl.: closed Loop) entsteht. Durch „Auffächerung“ dieser horizontalen Bohrungen wird ein einzelner „Eavor-Loop“ in zwölf Schleifen verzweigt, so dass die Kontaktfläche zum heißen Gestein vervielfacht wird.
Die Horizontalbohrungen sollen nicht wie allgemein üblich mit Metall-Rohren vom Gestein isoliert werden, sondern mit einer patentierten wasserfesten Beschichtung.
Das Closed-Loop-Verfahren kommt ohne Pumpen aus, weil die niedrigere Dichte des erhitzten Wärmeträgermediums nach dem Wirkprinzip einer Schwerkraftheizung an die Oberfläche gedrückt wird (physikalisch: Thermosiphon-Effekt).

## Referenzanlage in Kanada
Ende 2019 wurde eine Demonstrationsanlage in Alberta/Kanada fertiggestellt, die mit zwei Bohrungen arbeitet, die im Abstand von zwei Kilometern auf eine Tiefe von 2400 Metern abgeteuft wurden und in dieser Tiefe durch mehrere Horizontalbohrungen verbunden sind. Die beiden vertikalen Bohrungen wurden oberirdisch zu einem Kreislauf verbunden.

## Projekt in Geretsried
Da die Stadt Geretsried noch nicht über ein Fernwärmenetz verfügt, soll die gewonnene Wärmeenergie zunächst verstromt werden.
Im Endausbau wird eine elektrische Leistung von 8,2 MW angestrebt zur Versorgung von ca. 4.900 Haushalten. Nach Ausbau des Fernwärmenetzes können alternativ 16.000 Haushalte mit Heizwärme beliefert werden (64 MW thermisch).
In Geretsried wird die Bohrtiefe 4.500 Meter betragen und die Ausdehnung der Horizontalbohrungen 3.300 Meter, so dass Schleifen von bis zu 6.600 Meter Länge entstehen. Durch die Auffächerung der Bohrungen ergibt sich so ein Röhren-System von 60 km Länge pro „Loop“.
Es ist geplant, vier Loops zu realisieren, so dass eine als Wärmetauscher wirkende Röhrenlänge von 240 km entsteht. (In den Projektbeschreibungen wird abweichend von 360 km gesprochen.)

## Projekt-Beteiligte
Die Projektgesellschaft Eavor Erdwärme Geretsried GmbH ist ein Kooperation der deutschen Tochter Eavor GmbH des Patent-Inhabers Eavor Technologies Inc., Calgary zusammen mit dem Unternehmen Enex Power Germany GmbH, das bereits zwei Geothermie-Versuchsbohrungen in Geretsried durchgeführt hat.

## Bedeutung des Projekts und europäische Förderung
In Geretsried entsteht die erste kommerzielle Anlage dieser Art.
Durch das neue Verfahren ist die Geothermie nicht mehr auf das Vorhandensein von Thermalwasser angewiesen und es sind auch keine Wasser-Injektionen in tiefes Gestein erforderlich. Damit hat das neue Verfahren Vorteile zur verbreiteten hydrothermalen Geothermie.
Von der Europäischen Union wird das Projekt über den EU-Innovationsfonds mit 91,6 Millionen Euro gefördert.

## Baufortschritt
Am 28. Oktober 2022 war der Baubeginn in Geretsried. Anfang Juli 2023 wurde mit den Bohrarbeiten am ersten Bohrplatz begonnen.
Danach soll ein zweiter Bohrplatz in 70 Meter Abstand zum ersten Bohrloch eingerichtet werden.
Im ersten Bauabschnitt soll ein erster „Eavor-Loop“ entstehen. Im Sommer 2024 soll dieser erste von vier geplanten Loops erstmals elektrische Energie liefern. Die Fertigstellung der gesamten Anlage ist für 2027 vorgesehen.

## Kritik
Kritiker um den ehemaligen Präsident des Bundesverbands Geothermie Horst Rüter fürchten einen Imageschaden für die gesamte Geothermie, falls das Projekt in Geretsried keinen Erfolg haben sollte.
Sie fürchten, dass das neue Verfahren, das auf eine Verrohrung der horizontalen Bohrlöcher verzichtet und stattdessen auf eine Versiegelung setzt, für das mit Störzonen durchsetzte Gebiet ungeeignet ist.